# The SWORD Project
The SWORD Projectは、CrossWire Bible Societyによるの聖書自由ソフトウェアプロジェクト。GNU General Public Licenseでライセンスされたクロスプラットフォームのオープンソースツール群を開発する事を目的とする。それらのツール群は、プログラマと聖書協会が、新しい聖書ソフトウェアをより簡単で効率よく開発できるよう意図されている。

## 概要
Sword Projectのコアな部分は、C++で記述されたクロスプラットフォームなライブラリー集である。増え続けている50以上言語と200以上の訳へのアクセス、検索及び他のユーティリティーを提供する。それらのAPIを用いて作られたソフトウェアは、これらの訳を利用する事ができる。
このプロジェクトは、聖書を符号化するために標準化されたXML言語のサブセットであるOpen Scripture Information Standard (OSIS)の主要な実装者であり、協力者でもある。このソフトウェアは、Text Encoding Initiative(TEI)フォーマットを用いて符号化された特定のリソースを利用する事ができ、Theological Markup Language (ThML)とGeneral Bible Format (GBF)と下位互換性を維持する。

## 利用可能なフロントエンド

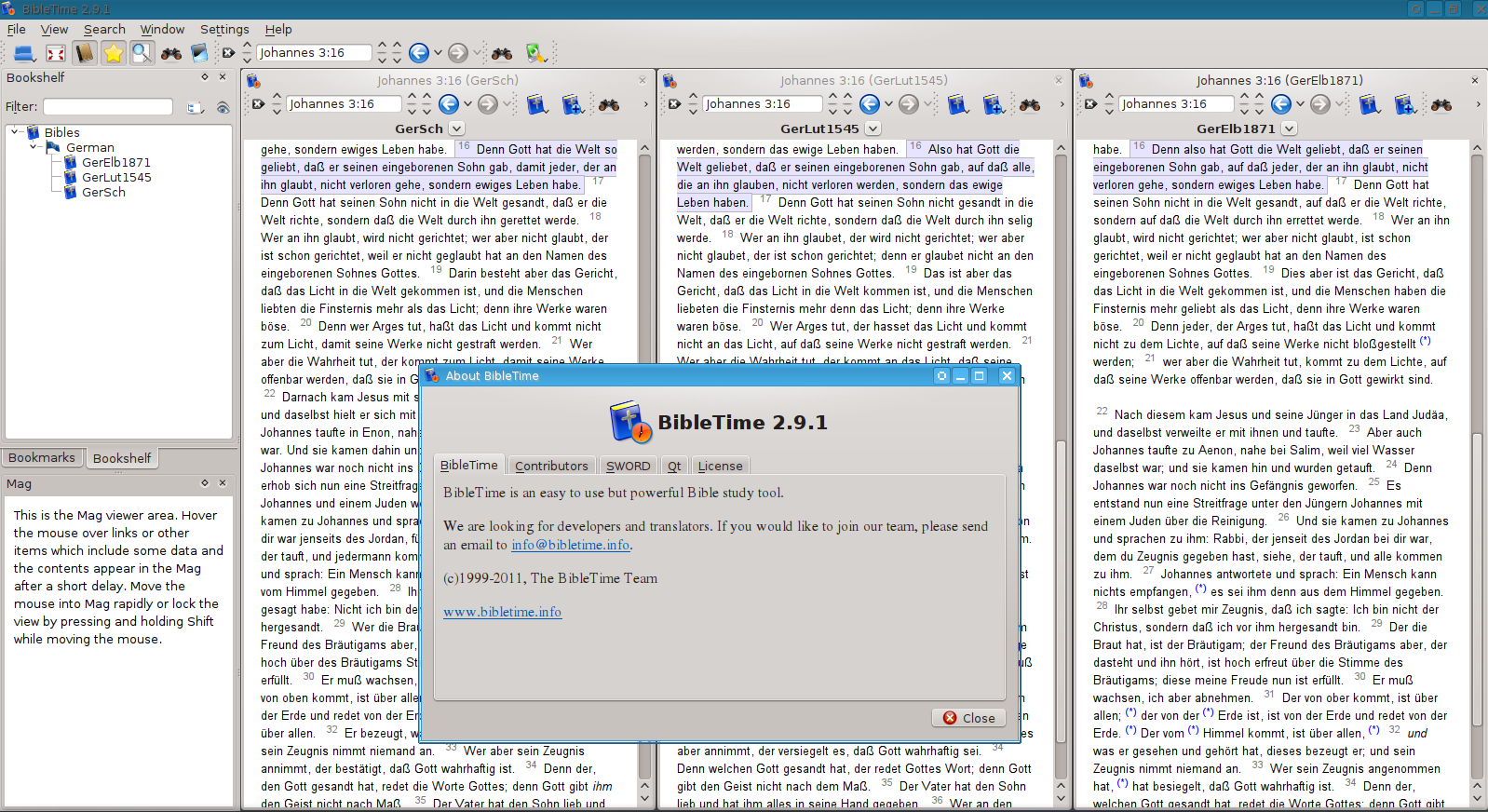
Fedora16で聖書の3つの翻訳をBibelTimeによって表示した様子

フロントエンドとして利用が現状可能なのは、Windows(The SWORD Project for Windows)、様々なUnix(Xiphos and BibleTime)、主要ラインのLinuxディストリビューション、FreeBSD、Mac OS X (MacSword)、 Windows CE (SwordReader)、 Internet Tablet OS (Rapier)、CGIユーティリティとして(diatheke)とその他のプラットフォームである。
それ以外にも、このライブラリーを利用するフロントエンドがいくつか存在する。
JSwordから分離されたJavaによるGUI実装が少なくとも2つ存在する。一つは、より熟成したBibleDesktopであり、もうひとつは「改良版JSWORDのWindowsフロントエンド」と歌われる比較的新しいAlkitabである。
e-Sword Bible software programは名前こそ類似しているが、The SWORD Projectの成果物でも、SWORD Project APIを利用した作られたソフトウェアでもない。

## レビュー
聖書ソフトウェアレビュー、 Review of MacSword version 1.2, 2005年6月13日
Foster Tribe SwordBible Review  2008年11月25日
Michael Hansen, Studying the Bible for Free, Stimulus, Volume 12 Number 3, August 2004, page 33 - 38